# 伊尼德
伊尼德（Enid）位於美國奧克拉荷馬州加菲爾德縣，是該縣的縣治，人口51,308人。伊尼德原本是岩島鐵路的一個車站小鎮，一位鐵路官員以英國詩人丁尼生作品國王敘事詩裡的一個角色為此鎮命名。